# Ариадна Борисова
Ариадна Валентиновна Борисова (на якутски: Ариадна Валентиновна Борисова; на руски: Ариадна Валентиновна Борисова) е руска писателка, преводачка и журналистка. Тя е илюстратор, автор на книги за деца.

## Биография
Родена е на 2 януари 1960 г. в село 2-и Нерюктяйинск, Ольокмински район, Якутска АССР, РСФСР, СССР. Учи в Амгино-Ольокминското средно училище. Завършва задочно Източносибирския държавен институт за култура в Улан Уде (Бурятия), специалност „Режисура на масови представления“. Работи известно време в централната библиотека на Ольокминск. През 1990 г. тя се премества от Олекминск в Якутск, където работи като художествен ръководител в културен център за глухи и като графичен дизайнер, след това като художник във вестник „Младежта на Якутия“ и редактор на детското списание „Камбана“.
Стартира със своята писателска дейност през 1993 г., с разказа „Седем притчи от седем“ в списание „Полярна звезда“. От 1994 г. работи като журналист във вестник „Якутия“, като пише в рубриката му за културни новини. Има публикации във вестниците „Олекма“ и „Младеж на Якутия“. Занимавала се е с преводи на якутска поезия и проза на руски език. Книгите ѝ биват включени в дългия списък за наградите „Руски Букър“ и „Ясна поляна“. Тя е носител на Голямата награда на Съюза на писателите на Русия за романа „Божият знак“ (2009), финалист на Международната детска литературна награда „Владислав Крапивин“ (разказ „Бележки за моите потомци“, 2010 г.). Лауреат на якутската републиканска награда „Златно перо“, отличен студент по култура на Република Саха (Якутия).
Тя е автор на няколко романа, сборници с разкази, книги за деца и 14 пиеси за детски театър. Много издания на детските си книжки е илюстрирала сама. Детските книги „Опасна математика“ (2011) и „Приказки за лека нощ“ (2002), сборникът с информация „Якутия: Рекорди, най-първият, най-добрият“ (2004) и поредица от мининовели, стилизирани след якутската митология на Олонхо „Земята на Удаганок“ (2008 – 2010), базирани на историята на семейството на А. В. Борисов, романът „Змийският стълб“ (2014) и неговото продължение „Белият запалим камък“ (2015).